# Cmentarz żydowski w Więcborku
Cmentarz żydowski w Więcborku – kirkut położony był przy drodze do wsi Witunia. Został założony w XIX wieku. Po cmentarzu nie pozostał żaden materialny ślad. Jest zdewastowany i nie ma na nim macew. Kirkut ma powierzchnię 0,37 ha.